# Paul Wilhelm Magnus
Paul Wilhelm Magnus (ur. 29 lutego 1844 w Berlinie, zm. 13 marca 1914 w Berlinie) – niemiecki botanik i mykolog.

## Życiorys
Paul Magnus pochodził z wpływowej rodziny niemieckich Żydów. Ojciec był radnym ds. handlu, bankierem i producentem jedwabiu, radnym miasta, członkiem kolegium kupców, a od 1866 r. przewodniczącym rady gminy żydowskiej w Berlinie. Jego matka Johanna pochodziła z wiedeńskiej rodziny kupców i przemysłowców Pollack. Jego siostra Anna wyszła za bankiera Eugena Landaua, jego brat Ernst Magnus był w latach 1891–1903 dyrektorem Narodowego Banku Niemiec, a siostrzeniec Werner Magnus był profesorem botaniki w Berlinie.
Magnus uczęszczał do liceum Friedrichswerdera, a w 1864 roku rozpoczął studia medyczne na Uniwersytecie Berlińskim. W 1865 roku zmienił przedmiot na nauki przyrodnicze. W semestrze letnim 1866 r. studiował na Uniwersytecie Alberta Ludwiga we Fryburgu, gdzie Anton de Bary zainteresował go mykologią. Magnus kontynuował studia w Berlinie i uzyskał doktorat u Aleksandra Brauna w 1870 r. za prace o rodzaju Najas. Następnie jako botanik w 1871 r. wziął udział w wyprawie naukowej państwa pruskiego nad Morze Bałtyckie, a w 1872 r. na Morze Północne. W 1875 r. został wykładowcą na Uniwersytecie Berlińskim, a w 1880 r. profesorem nadzwyczajnym botaniki. W 1897 roku Magnus odwiedził Kanadę na zaproszenie British Association for Advancement of Science, a następnie udał się do Stanów Zjednoczonych.
Nie ożenił się, całkowicie poświęcając się badaniom naukowym. Jego grób znajduje się w Berlinie na cmentarzu żydowskim przy Schönhauser Allee.

## Praca naukowa
Podczas wyprawy naukowej na Morze Bałtyckie i Północne Magnus zbadał i opisał wiele gatunków glonów, m.in. z rodziny Chytridiaceae. W 1893 r. był zaangażowany w utworzenie stacji biologiczno-rybnej Müggelsee (obecnie jest to stacja pomiarowa Instytutu Ekologii Słodkiej Wody i Rybołówstwa Śródlądowego Leibniz). Badania Magnusa poświęcone były jednak głównie mykologii, zwłaszcza pasożytniczym rodzinom głowniowatych (Ustilaginaceae) i Uredinaceae. Opisał etiologię różnych chorób roślin. Utrzymywał dobre relacje z wieloma kwiaciarniami i podróżnikami, dzięki czemu otrzymywał materiały biologiczne z całego świata – w tym od J.F.N. Bornmüllera z Syrii i Turcji, G. Schweinfurtha z Erytrei czy R. Marlotta z Afryki Południowej. Magnus wyjaśnił biologię wielu form grzybów, które wydawały się być innymi gatunkami, gdyż miały innych żywicieli i inną morfologię. W związku z tym dokonał zmian w taksonomii grzybów. Brał udział w opracowywaniu wytycznych dotyczących badań flory i fauny Państwowej Agencji Ochrony Zabytków Naturalnych w Prusach.
Opublikował około 600 prac naukowych. Prawie połowa z nich dotyczy mykologii. Wśród prac z zakresu mykologii jest opublikowane w 1905 r. 810-stronicowe dzieło „Grzyby”.
Opisał nowe gatunki grzybów i roślin. W naukowych nazwach opisanych przez niego taksonów dodawane jest jego nazwisko Magnus.